# Henning Mortensen
Henning Mortensen (ur. 12 lipca 1939 w Esbjerg, zm. 3 lutego 2025) – duński pisarz i dramaturg.
Po ukończeniu Uniwersytetu Aarhus, gdzie studiował literaturę, Mortensen kilka lat pracował jako nauczyciel. Zrezygnował jednak z tej pracy i zdecydował się całkowicie poświęcić pisarstwu. Dużo podróżował, brał m.in. udział w wykopaliskach archeologicznych w Masadzie (1963). W 1971 r. założył wydawnictwo Jorinde & Joringel, zasłużone dla duńskiej kontrkultury lat 70.
Mortensen zadebiutował w 1966 r. tomem wierszy, pt. Det kan komme over én. Jego dorobek pisarski jest bardzo obszerny i obejmuje rozmaite gatunki literackie, m.in. powieści (w tym także książki dla dzieci i młodzieży), tomy poetyckie, opowiadania, sztuki teatralne i słuchowiska radiowe. Do najbardziej znanych utworów Mortensena należy cykl na wpół autobiograficznych powieści, których bohaterem jest Ib Nielsen oraz jego rodzina. Pierwszą powieść cyklu, pt. Havside sommer ukazała się w 1993, ostatnią zaś (Raketter) w 2000 r.
Mortensen był laureatem wielu nagród i wyróżnień literackich. Była wśród nich m.in. nagroda im. Palle Rosenkrantza, przyznawana dla najlepszej powieści kryminalnej na duńskim rynku księgarskim. Została ona przyznana Mortensenowi w 2004 r. za powieść Den femte årstid.

## Publikacje
- Det kan komme over én – wiersze (1966)
- Konstellationer. – wiersze (1969)
- Pisken smælder gennem det blødende tusmørke, sne – wiersze (1971)
- Lucien Hervé er en svindler – wiersze (1971)
- Vakuum : (konglomerater) – wiersze (1971)
- Den spage nar : prosa og wierszee 1963-71 – wiersze (1971)
- Udflugter : 3 tekster – wiersze (1971)
- I dag svømmede vi i Siambugten – wiersze (1972)
- Her er en morsom hund – wiersze (1972)
- Cirkusdigte – wiersze (1972)
- Første brev – wiersze (1972)
- Nattelegram til Xerophyte – wiersze (1973)
- Claie – wiersze (1973)
- Feberrejser – zbiór opowiadań (1973)
- Brandfælder – powieść (1974)
- Yvonnes verden – (1975)
- Tredje brev – wiersze (1975)
- Talonade – wiersze (1976)
- Hypnose – powieść (1977)
- Solister – zbiór opowiadań (1977)
- Manden med bambusknæene – książka dla dzieci (1977)
- Album – wiersze (1978)
- Oprør på en camping-plads – książka dla dzieci (1979)
- Ole og Inga på farlig ferie – książka dla dzieci (1980)
- Frk. Frandsens efterår. Natfiskeren – powieść (1980)
- I dag skal brændingen føde haj – wiersze (1980)
- Vinterdigte – wiersze (1980)
- Under havet mødes alle øer – powieść (1981)
- Ildskrift for rotter – powieść (1982)
- Ole og Inga møder Ivo – książka dla dzieci (1982)
- Ole og Inga, Ivo og banden – książka dla dzieci (1982)
- En bloddråbe i vinden – powieść (1983)
- Abe med gummiring og andre wierszee – wiersze (1983)
- Det brændende landskab – zbiór opowiadań (1984)
- Begravelse i hård jord – powieść (1984)
- Husmand! husmand! Et spil om at blive sin egen herre – sztuka teatralna (1985)
- Sminke – powieść (1986)
- Den forbitrede kvinde – (1987)
- Rejser under kometens hale – wiersze (1987)
- Jeg er blevet tyndere – wiersze (1988)
- Legenden om den diskrete dreng – (1988)
- Hvor bliver du af, Kaj? – wiersze (1990)
- Havside sommer – powieść (1993)
- Weekend med sne – sztuka teatralna (1993)
- Den røde mandolin – powieść (1994)
- Ulveørken – powieść (1995)
- Hebræisk himmel – powieść (1996)
- Sneen og døden – powieść (1996)
- Tvillingerne – powieść (1997)
- Belleville – powieść (1998)
- Tolderens sidste dage – powieść (1999)
- Manden fra havet – powieść (1999)
- Raketter – powieść (2000)
- Landskabet – wiersze (2000)
- Fandens til helbred – powieść dla młodzieży (2001)
- Ofelia skal ikke være fed. Historier fra sindets hundehuller (1981-2001) – zbiór opowiadań (2001)
- Memphis Tennessee – sztuka teatralna (2002)
- Den femte årstid – (2004)
- Næb og kløer – powieść (2005)
- Ræven går derude – powieść (2006)
- Rita Korsika – powieść (2007)
- Det blanke vand – powieść (2009)